# Aconibe
Aconibe (ou Akonibe) é uma localidade da Guiné Equatorial localizada na província de Wele Nzas na Região Continental.